# Biologie des sols

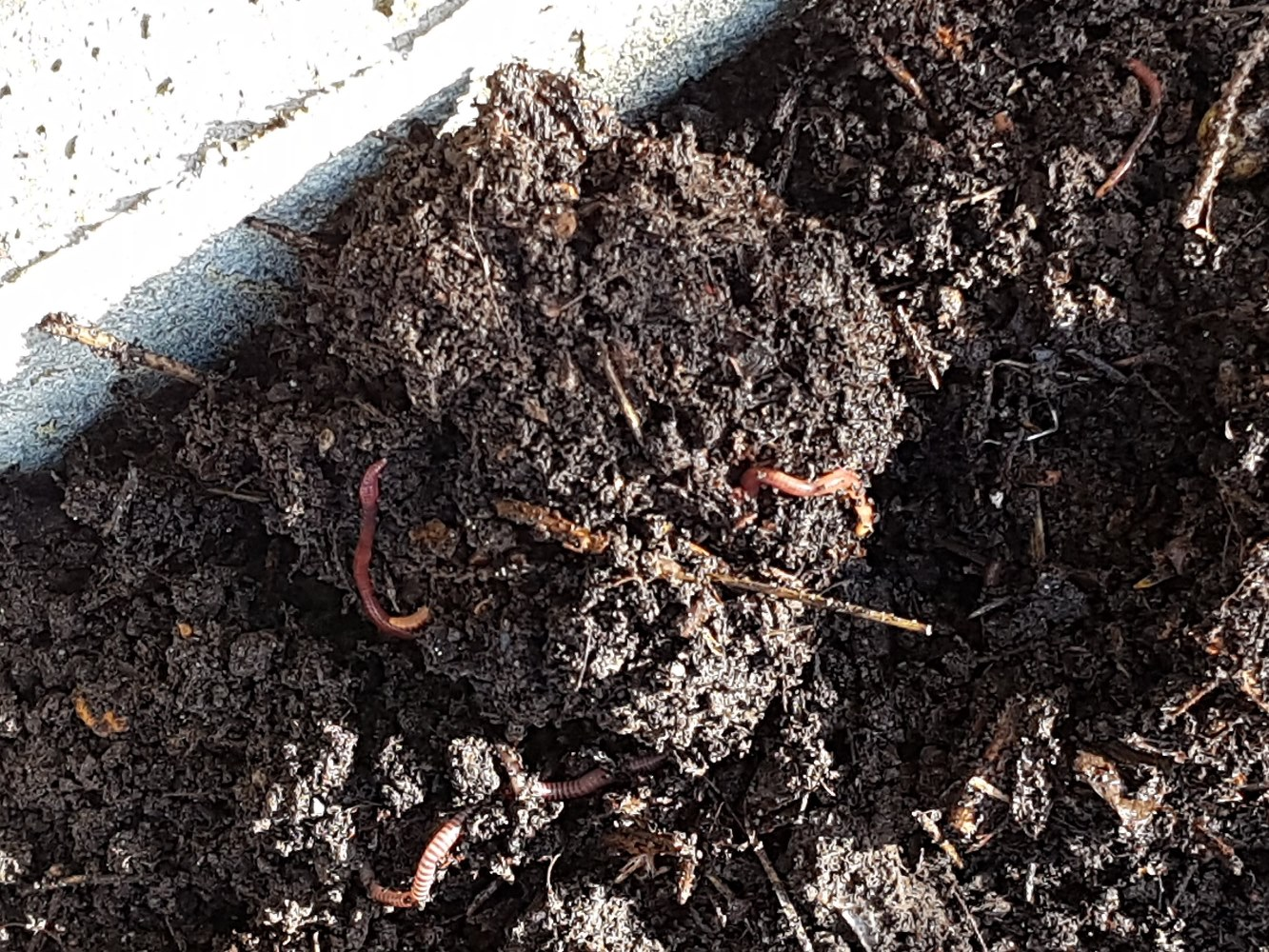
La biologie des sols est l'étude de la vie microbienne et faunique dans le sol, dont l'activité est visible sur cette photo.

La biologie des sols est l'étude de l'activité et de l’écologie microbienne et faunique du sol. L'édaphon (la vie, le biot et la faune du sol) est un terme collectif qui englobe tous les organismes passant une partie importante de leur cycle de vie au sein d'un profil pédologique, ou de l'interface sol-litière. La liste de ces organismes comprend les vers de terre, les nématodes, les protozoaires, les champignons, les bactéries, des arthropodes variés, certains reptiles (tels que les serpents), ainsi que des espèces de mammifères fouisseurs comme les spermophiles, les taupes et les chiens de prairie.
La biologie du sol joue un rôle essentiel dans la détermination de nombreuses caractéristiques du sol. La décomposition de la matière organique par les organismes du sol influence grandement la fertilité des sols, la croissance des plantes, la structure du sol et le stockage du carbone. En tant que science relativement récente, les mystères entourant la biologie des sols et ses effets sur les écosystèmes souterrains sont encore nombreux.

## Description
Le sol abrite un pourcentage important de la biodiversité mondiale. Les liens entre les organismes et les fonctions du sol sont complexes. L'interdépendance et la complexité de ce « réseau trophique » du sol signifient que toute analyse de la fonction des sols doit nécessairement prendre en compte les interactions entre les communautés vivantes résidant dans ces derniers. Nous connaissons le processus par lequel les organismes du sol décomposent la matière organique, rendant les nutriments disponibles, en vue d'être absorbés par des plantes et autres organismes. Les nutriments stockés dans les corps des organismes du sol empêchent la perte de nutriments par lessivage. Les exsudats microbiens agissent dans le maintien de la structure du sol. Les vers de terre, quant à eux, jouent un rôle crucial dans la bioturbation. Cependant, nous constatons que nous n'avons pas une bonne compréhension des aspects importants du fonctionnement et de l'interaction de ces populations. La découverte de la glomaline, en 1995, indique un déficit de connaissances nous empêchant de répondre correctement à certaines des questions les plus élémentaires sur le cycle biogéochimique des sols. Il y aura encore beaucoup de travail à accomplir pour mieux comprendre le rôle écologique des composants biologiques du sol au sein de la biosphère.
Dans un sol équilibré, les plantes poussent dans un environnement actif et stable. La minéralité et la richesse structurelle d'un sol sont primordiales pour sa santé. Cependant, c'est la vie dans la terre du sol qui renforce ses cycles et assure sa fertilité. Sans les activités des organismes du sol, les matières organiques s'accumuleraient et joncheraient la surface du sol ; il n'y aurait donc aucun nutriment pour les plantes. Le biote du sol comprend :
- la mégafaune : gamme de taille - 20 mm de hauteur, par exemple les taupes, les lapins et les rongeurs ;
- la macrofaune : gamme de taille - 2 à 20 mm, par exemple les cloportes, les vers de terre, les coléoptères, les mille-pattes, les limaces, les escargots, les fourmis et les moissonneurs ;
- la mésofaune : gamme de taille - 100 micromètres à 2 mm, par exemple les tardigrades, les acariens et les collemboles ;
- la microfaune et microflore : gamme de taille - 1 à 100 micromètres, par exemple levures, bactéries (généralement actinobactéries), champignons, protozoaires, vers ronds et rotifères.

Parmi ceux-ci, les bactéries et les champignons jouent un rôle clé dans le maintien d'un sol sain. Ils agissent comme des décomposeurs qui vont venir désagréger les matières organiques, pour produire des détritus et d'autres produits de décomposition. Les détritivores des sols, tout comme les vers de terre, ingèrent les détritus et les décomposent. Les saprotrophes, bien représentés par les champignons et les bactéries, extraient les nutriments solubles du sol. Les fourmis (macrofaunes) aident en décomposant de manière similaire. Les armées de fourmis participent également au mouvement et à l'aération des sols lorsqu'elles se déplacent. Par ailleurs, les rongeurs « mangeurs de bois » soutiennent la capacité d'absorption du sol.

## Cadre de la recherche
La biologie des sols implique des travaux dans les domaines suivants :
- modélisation des processus biologiques et de la dynamique des populations ;
- biologie, physique et chimie des sols : occurrence des paramètres physico-chimiques et des propriétés de surface sur les processus biologiques et le comportement des populations ;
- biologie des populations et écologie moléculaire : développement méthodologique et contribution pour l'étude des populations microbiennes et fauniques ; diversité et dynamique des populations ; transferts génétiques, influence des facteurs environnementaux ;
- écologie communautaire et processus de fonctionnement : interactions entre organismes et composés minéraux ou organiques ; implication de telles interactions dans la pathogénicité du sol ; transformation des composés minéraux et organiques, cyclage des éléments ; structuration du sol.

Il est nécessaire de mobiliser des approches disciplinaires complémentaires impliquant la biologie moléculaire, la génétique, l'écophysiologie, la biogéographie, l'écologie, les processus du sol, la matière organique, la dynamique des nutriments et l'écologie du paysage.

## Bactéries
Les bactéries sont les organismes unicellulaires les plus nombreux dans l'agriculture, avec des populations allant de 100 millions à 3 milliards par gramme. Ils sont capables de se reproduire très rapidement par fission binaire (en se divisant en deux) dans des conditions favorables. Une bactérie est capable de produire 16 millions de bactéries, en seulement 24 heures. La plupart des bactéries du sol vivent près des racines des plantes et sont souvent appelées Rhizobactéries. Les bactéries vivent dans l'eau souterraine, y compris dans le film d'humidité entourant les particules. Certaines ont d'ailleurs la capacité de nager au moyen de flagelles. La plupart des bactéries bénéfiques à la santé des sols ont besoin d'oxygène (et sont donc appelées bactéries aérobies), tandis que celles qui n'en ont pas besoin sont appelées anaérobies et ont tendance à provoquer la putréfaction de la matière organique morte. Les bactéries aérobies sont plus actives en sol humide (mais pas saturé, car cela priverait les bactéries aérobies de l'air dont elles ont besoin) et dans un pH de sol neutre offrant de nombreuses sources de nourriture (glucides et micronutriments de la matière organique) disponible. Des conditions hostiles ne tueront pas complètement les bactéries. En effet, ces dernières cesseront de croître et entreront dans une phase de dormance. Les individus porteurs de mutations pro-adaptatives pourraient mieux survivre aux nouvelles conditions. Certaines bactéries gram-positives produisent des spores, ce qui leur permet de patienter jusqu’à la venue de conditions plus favorables. Pour finir, les bactéries gram-négatives entrent dans une phase de « non-culture ». Les bactéries sont colonisées par des agents viraux persistants (bactériophages) qui déterminent les expressions génétiques chez l'hôte bactérien.

### Nitrification

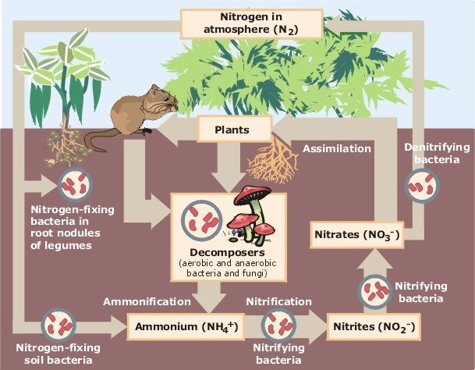
Du point de vue du jardinier bio, les rôles importants joués par les bactéries sont les suivantes : le cycle de l'azote

La nitrification est une étape essentielle du cycle de l'azote, dans lequel certaines bactéries (qui fabriquent leur propre apport en glucides sans utiliser le processus de photosynthèse) sont capables de transformer l'azote sous forme d'ammonium. Ce dernier est produit par la décomposition des protéines qui deviennent des nitrates disponibles pour les plantes en croissance, puis sont de nouveau convertis en protéines.

### Fixation de l'azote
Dans une phase différente du cycle, le processus de fixation de l'azote dépose constamment de l'azote supplémentaire dans la circulation biologique. Ceci est réalisé par des bactéries fixatrices d'azote vivant librement dans le sol ou dans l'eau telles qu'Azotobacter, ou par celles qui vivent en étroite symbiose avec des plantes légumineuses, telles que les rhizobiums. Ces bactéries forment des colonies au sein des nodules qu'elles créent sur les racines des pois, des haricots et des espèces apparentées. Celles-ci sont capables de convertir l'azote de l'atmosphère en substances organiques contenant de l'azote.

### Dénitrification
Alors que la fixation de l'azote convertit l'azote de l'atmosphère en composés organiques, une série de processus appelée dénitrification renvoie une quantité presque égale d'azote dans l'atmosphère. Les bactéries dénitrifiantes ont tendance à être anaérobies ou anaérobies facultatives (pouvant alterner entre les types de métabolismes dépendants et indépendants de l'oxygène). Parmi ces bactéries se trouvent les Achromobacter et les Pseudomonas. Le processus de purification provoqué par des conditions exemptes d'oxygène convertit les nitrates et les nitrites du sol en azote gazeux ou en composés gazeux tels que l'oxyde nitreux ou l'oxyde nitrique. En excès, la dénitrification peut entraîner des pertes globales d'azote disponible dans le sol, ainsi qu'une perte subséquente de fertilité. Cependant, l'azote fixé peut circuler plusieurs fois entre les organismes et le sol avant que la dénitrification ne le renvoie dans l'atmosphère. Le schéma ci-dessus illustre le cycle de l'azote.

### Actinomycètes
Les actinomycètes sont essentiels à la décomposition de la matière organique et à la formation de l'humus. Elles se spécialisent dans la décomposition de la cellulose, de la lignine, ainsi que de la chitine dure trouvée sur les exosquelettes des insectes. Leur présence est responsable de la douce senteur « terreuse » associée à un sol en pleine santé. Ces bactéries ont besoin de beaucoup d'air et d'un pH entre 6,0 et 7,5, mais tolèrent des conditions sèches plus facilement que la plupart des autres bactéries et champignons.

## Champignons
Un gramme de terre de jardin peut abriter environ un million de champignons, tels que des levures et des moisissures. Les champignons ne contiennent pas de chlorophylle et ne peuvent pas faire de photosynthèse. Ils ne peuvent pas utiliser le dioxyde de carbone atmosphérique comme source de carbone, ils sont donc chimio-hétérotrophes. Ceci signifie que, faute de pouvoir utiliser la lumière comme source d'énergie, comme les animaux, ils ont besoin d'une source d'énergie chimique et de substrats organiques pour obtenir du carbone pour la croissance et le développement.
Bien que certains champignons aient des relations bénéfiques avec les plantes vivantes (comme illustré ci-dessous), nombreux sont ceux qui se comportent comme des parasites, entraînant régulièrement des maladies chez leur plante hôte vivante. En termes de création de sol et d'humus, les champignons les plus importants ont tendance à être saprotrophes ; c'est-à-dire qu'ils vivent de matière organique morte ou en décomposition, la décomposant ainsi et la convertissant en des formes disponibles pour les plantes supérieures. Une succession d'espèces de champignons va coloniser la matière morte, à commencer par celles qui utilisent les sucres et les amidons, auxquelles succèdent celles capables de dégrader la cellulose et les lignines.
Les champignons se propagent sous la surface en envoyant de fins et longs filaments appelés mycélium ; ces derniers peuvent être observés dans de nombreux sols et amas de compost. À partir du mycélium, le champignon est capable de développer ses fructifications, qui sont la partie visible au-dessus de la surface du sol (comme pour les champignons et les vesses-de-loup). Ces fructifications peuvent contenir des millions de spores. Lorsque le corps de fructification éclate, ces spores sont dispersées dans l'air. Elles se déposent ensuite dans des environnements nouveaux, où elles peuvent rester en sommeil durant des années, jusqu'à ce que les bonnes conditions pour leur activation se présentent, ou que les nutriments adéquats ne soient mis à disposition.

### Mycorhizes
Ces champignons capables de vivre en symbiose avec des plantes vivantes, créant une relation réciproquement bénéfique, sont connus sous le nom de mycorhizes (de myco signifiant champignon et rhiza, signifiant racine). Les poils radiculaires des plantes sont envahis par le mycélium de la mycorhize, qui vit en partie dans le sol, en partie dans la racine et peut soit recouvrir la longueur du poil racinaire comme une gaine, soit se concentrer autour de son extrémité. À partir de la racine des plantes, la mycorhize obtient les glucides dont elle a besoin, fournissant en retour des nutriments, notamment de l'azote et de l'humidité. Plus tard, les racines des plantes intégreront également le mycélium dans leurs propres tissus.
Des associations mycorhiziennes bénéfiques se retrouvent dans bon nombre de nos cultures comestibles et à fleurs. Shewell Cooper suggère que celles-ci incluent au moins 80 % des familles de brassica et de solanum (y compris les tomates et les pommes de terre), ainsi que la majorité des espèces d'arbres, en particulier dans les forêts et régions boisées. Ici, les mycorhizes créent un fin maillage souterrain qui s'étend bien au-delà des limites des racines de l'arbre, augmentant considérablement leur aire d'alimentation et permettant aux arbres qui s'avoisinent de s'interconnecter physiquement. Les avantages des relations mycorhiziennes avec leurs partenaires végétaux ne se limitent pas aux nutriments, mais peuvent être essentiels à la reproduction des plantes. Dans les cas où le sol forestier reçoit peu de lumière, comme dans les forêts de pins nord-américaines, un jeune semis ne peut pas obtenir suffisamment de lumière pour effectuer sa photosynthèse et ne poussera pas correctement dans un sol stérile. Mais, si le sol repose sur un tapis mycorhizien, le semis en développement créera des racines capables de se lier aux filaments fongiques et, à travers eux, d'obtenir les nutriments nécessaires (provenant souvent indirectement de ses parents ou des arbres voisins).
David Attenborough souligne la relation plante-champignon- animal qui crée un « trio harmonieux à trois voies » retrouvé dans les écosystèmes forestiers dans lesquels la symbiose plante/champignon est renforcée par des animaux tels que le sanglier, le cerf, la souris ou l'écureuil volant. Ces derniers se nourrissent des fructifications des champignons, y compris celles des truffes, provoquant ainsi leur propagation (Private Life of Plants, 1995). Une meilleure compréhension des relations complexes imprégnant les systèmes naturels est l'un des principaux objectifs pour le jardinier biologique, qui s'abstient d'utiliser des produits chimiques artificiels pour ne pas causer de dommages[réf. nécessaire].
Des recherches récentes ont montré que les champignons mycorhiziens arbusculaires produisent de la glomaline : une protéine qui lie les particules du sol et stocke à la fois le carbone et l'azote. Ces protéines du sol, apparentées à la glomaline, constituent une quantité importante de la matière organique du sol.

## Invertébrés
La faune du sol affecte activement la formation et la matière organique de ce dernier ; et ce, à de nombreuses échelles spatiotemporelles. Les vers de terre, les fourmis et les termites mélangent le sol lorsqu'ils s'enfouissent, ce qui affecte considérablement la formation du sol. Les vers de terre ingèrent des particules du sol et des résidus organiques, améliorant ainsi la disponibilité des éléments nutritifs provenant des plantes et contenus dans les matières qui traversent leur corps. En aérant et en remuant le sol, ainsi qu'en augmentant la stabilité des agrégats du sol, ces organismes contribuent à assurer l'infiltration facile de l'eau. Dans le sol, ces organismes contribuent également à améliorer les niveaux de pH.
Les fourmis et les termites sont bien souvent présentés comme les « ingénieurs du sol » car, lorsqu'ils créent leurs nids, plusieurs modifications chimiques et physiques sont apportées au sol. Parmi ces changements, nous observons l'augmentation de la présence des éléments les plus cruciaux comme le carbone, l'azote et le phosphore ; éléments nécessaires à la croissance des plantes. Par ailleurs, ces invertébrés peuvent collecter des particules trouvées à des profondeurs diverses et les déposer ailleurs, ce qui favorise le mélange du sol, augmentant ainsi sa richesse en nutriments et autres éléments.

## Vertébrés

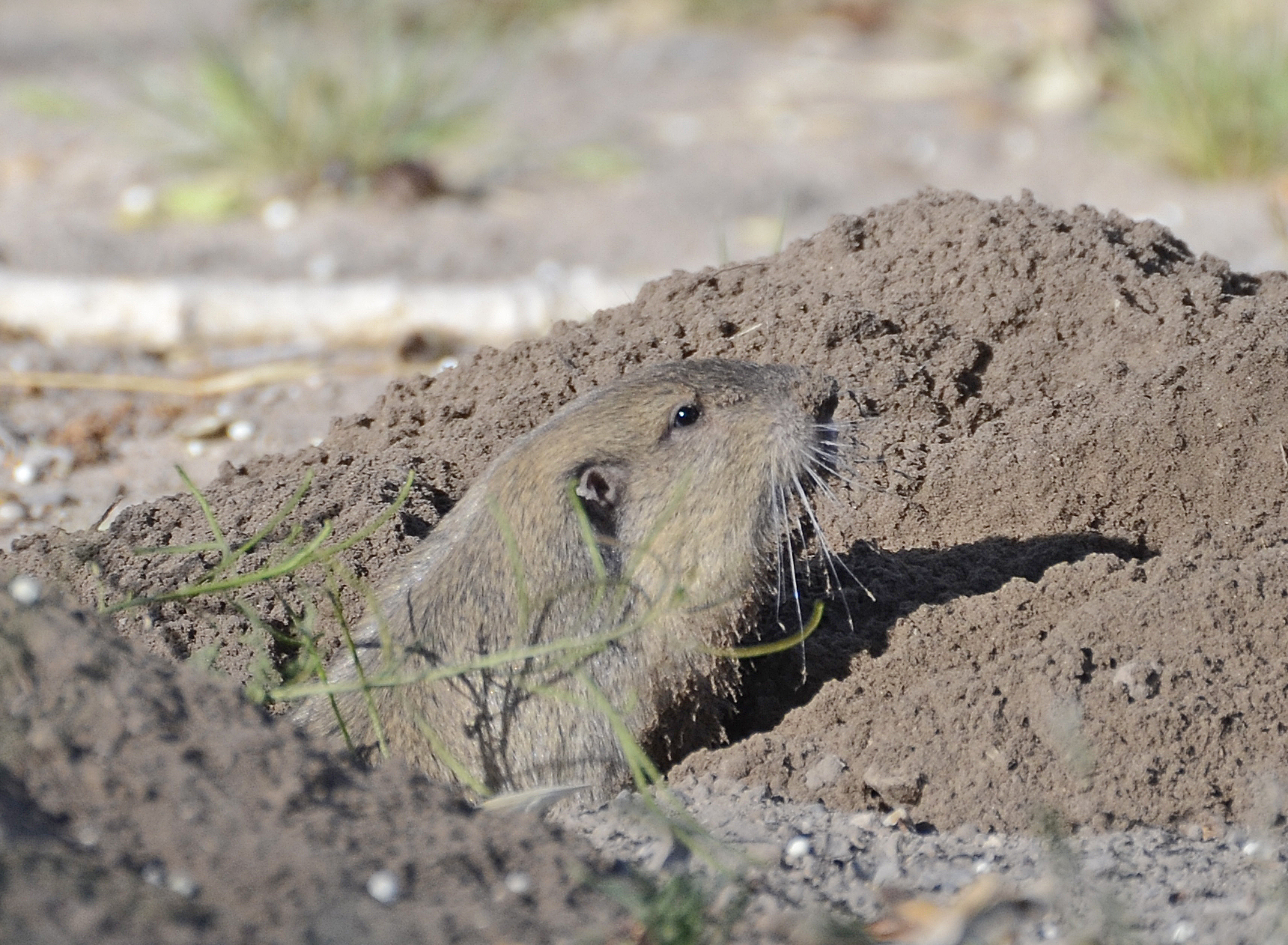
Un gauphre sortant de son terrier.

Le sol est également vital pour de nombreux mammifères. Campagnols, taupes, chiens de prairie, gauphres et autres animaux fouisseurs dépendent de ce sol pour se protéger et se nourrir. Les animaux se rendent utiles en retour, car leurs terriers permettent à davantage de pluie, de neige et d'eau de glace fondue de pénétrer dans le sol au lieu de créer de l'érosion.

## Tableau de la vie des sols
Ce tableau comprend certains types familiers d'organismes du sol, cohérent avec la taxonomie courante, telle qu'elle est utilisée dans les articles Wikipedia mis en liens.
| Domaine    | Royaume           | Phylum                          | Classe                             | Ordre                | Famille             | Gênes        |
| ---------- | ----------------- | ------------------------------- | ---------------------------------- | -------------------- | ------------------- | ------------ |
| Prokaryote | Bacteria          | Pseudomonadota                  | Betaproteobacteria                 | Nitrosomonadales     | Nitrosomonadaceae   | Nitrosomonas |
| Prokaryote | Bacteria          | Pseudomonadota                  | Alphaproteobacteria                | Hyphomicrobiales     | Nitrobacteraceae    | Nitrobacter  |
| Prokaryote | Bacteria          | Pseudomonadota                  | Alphaproteobacteria                | Hyphomicrobiales     | Rhizobiaceae        | Rhizobium    |
| Prokaryote | Bacteria          | Pseudomonadota                  | Gammaproteobacteria                | Pseudomonadales      | Azotobacteraceae    | Azotobacter  |
| Prokaryote | Bacteria          | Actinomycetota                  | Actinomycetia                      |                      |                     |              |
| Prokaryote | Bacteria          | Cyanobacteria (Cyanobacteriota) |                                    |                      |                     |              |
| Prokaryote | Bacteria          | Bacillota                       | Clostridia                         | Clostridiales        | Clostridiaceae      | Clostridium  |
| Eukaryote  | Fungi             | Ascomycota                      | Eurotiomycetes                     | Eurotiales           | Trichocomaceae      | Penicillium  |
| Eukaryote  | Fungi             | Ascomycota                      | Eurotiomycetes                     | Eurotiales           | Trichocomaceae      | Aspergillus  |
| Eukaryote  | Fungi             | Ascomycota                      | Sordariomycetes                    | Hypocreales          | Nectriaceae         | Fusarium     |
| Eukaryote  | Fungi             | Ascomycota                      | Sordariomycetes                    | Hypocreales          | Hypocreaceae        | Trichoderma  |
| Eukaryote  | Fungi             | Basidiomycota                   | Agaricomycetes                     | Cantharellales       | Ceratobasidiaceae   | Rhizoctonia  |
| Eukaryote  | Fungi             | Zygomycota                      | Zygomycetes                        | Mucorales            | Mucoraceae          | Mucor        |
| Eukaryote  | SAR (clade)       | Heterokontophyta                | Bacillariophyceae (Diatomea algae) |                      |                     |              |
| Eukaryote  | SAR (clade)       | Heterokontophyta                | Xanthophyceae (Yellow-green algae) |                      |                     |              |
| Eukaryote  | Alveolata (clade) | Ciliophora                      |                                    |                      |                     |              |
| Eukaryote  | Amoebozoa (clade) |                                 |                                    |                      |                     |              |
| Eukaryote  | Plantae           | Chlorophyta (green algae)       | Chlorophyceae                      |                      |                     |              |
| Eukaryote  | Animalia          | Nematoda                        |                                    |                      |                     |              |
| Eukaryote  | Animalia          | Rotifer                         |                                    |                      |                     |              |
| Eukaryote  | Animalia          | Tardigrada                      |                                    |                      |                     |              |
| Eukaryote  | Animalia          | Arthropoda                      | Entognatha                         | Collembola           |                     |              |
| Eukaryote  | Animalia          | Arthropoda                      | Arachnida                          | Acarina              |                     |              |
| Eukaryote  | Animalia          | Arthropoda                      | Arachnida                          | Pseudoscorpionida    |                     |              |
| Eukaryote  | Animalia          | Arthropoda                      | Insecta                            | Choleoptera (Larves) |                     |              |
| Eukaryote  | Animalia          | Arthropoda                      | Insecta                            | Coleoptera           | Carabidae (Carabes) |              |
| Eukaryote  | Animalia          | Arthropoda                      | Insecta                            | Coleoptera           | Staphylinidae       |              |
| Eukaryote  | Animalia          | Arthropoda                      | Insecta                            | Diptera (Larves)     |                     |              |
| Eukaryote  | Animalia          | Arthropoda                      | Insecta                            | Hymenoptera          | Formicidae (Fourmi) |              |
| Eukaryote  | Animalia          | Arthropoda                      | Chilopoda (Centipèdes)             |                      |                     |              |
| Eukaryote  | Animalia          | Arthropoda                      | Diplopoda (Mille-pattes)           |                      |                     |              |
| Eukaryote  | Animalia          | Arthropoda                      | Malacostraca                       | Isopoda (Cloportes)  |                     |              |
| Eukaryote  | Animalia          | Annelida                        | Clitellata                         | Haplotaxida          | Enchytraeidae       |              |
| Eukaryote  | Animalia          | Annelida                        | Clitellata                         | Haplotaxida          | Lumbricidae         |              |
| Eukaryote  | Animalia          | Mollusca                        | Gastropoda                         |                      |                     |              |